# Písková rokle
Písková rokle je rokle v pískovcových skalách v NPP Polické stěny v blízkosti Kovářovy rokle.
Písková rokle probíhá souběžně s turisticky přístupnou Kovářovou roklí a má i podobný charakter. Nachází se zde řada pískovcových skalních útvarů. Rokle je obtížně schůdná a není přístupna turistickou stezkou.